# Ala nova firma miliaria catafractaria
El ala Nova Firma miliaria Catafractaria (en latín, Ala Nova Firma Catafractaria milliaria) fue un ala de caballería del ejército romano del siglo III, que prestó servicio entre los imperios de Alejandro Severo y Filipo el Árabe, alcanzando, tal vez, hasta el reinado de Valeriano. La unidad fue reclutada como miliaria y catafractaria, es decir, con 24 turmas de 30 jinetes y además como caballería pesada dotada de armadura, al estilo parto y sasánida.

## Historia
La unidad fue reclutada en la provincia romana de Mesopotamia por el emperador Alejandro Severo para reforzar las tropas de guarnición en Oriente y poder repeler la ofensiva persa de 229-232 contra esa provincia.
Terminada esa campaña, Alejandro Severo tuvo que hacer frente a los alamanes en el Germania Superior, trasladando la unidad a ese frente, donde, tras el asesinato de ese emperador, ya a las órdenes de Maximino el Tracio, derrotó a ese pueblo germano. En 238, formaba parte de las unidades reunidas por Maximino para penetrar en Italia para reprimir la rebelión de Balbino y Pupieno.
Después del año de los seis emperadores, Gordiano III trasladó la unidad de nuevo a Oriente para combatir contra la invasión sasánida de Mesopotamia de 242 a 244. terminada la campaña y producido el ascenso al trono de Filipo el Árabe, el ala fue asignada a la guarnición de la provincia Arabia Pétrea, donde sirvió a las órdenes de Praefectus alae Aulo Trebicio Gaudino.Posiblemente, la unidad fue movilizada para la campaña persa de Valeriano y debió ser destruida en 260 en la batalla de Edesa.